# Olympische Sommerspiele 1896/Radsport – 100 km Bahn (Männer)
Das erste 100-km-Rennen im Bahnradsport der Männer in der olympischen Geschichte bei den Olympischen Spielen 1896 in Athen fand am 8. April 1896 statt. Insgesamt mussten im Velodrom Neo Faliro 300 Runden absolviert werden. Von den zehn gestarteten Fahrern erreichten nur zwei das Ziel.
Während des Rennens ging das Fahrrad des Griechen Georgios Kolettis zu Bruch, der Franzose Léon Flameng blieb stehen und wartete darauf, dass das Fahrrad von Kolettis repariert wurde, bis er das Rennen fortsetzte. Flameng stürzte im weiteren Verlauf, überquerte aber trotzdem mit der französischen Flagge, die er sich um sein Bein gewickelt hatte, als Erster die Ziellinie. Kolettis, der zu diesem Zeitpunkt 289 Runden absolviert hatte, erhielt die Bronzemedaille für den Zweitplatzierten.

## Ergebnisse
| Rang | Athlet                   | Nation          | Zeit        |
| ---- | ------------------------ | --------------- | ----------- |
| 1    | Léon Flameng             | Frankreich      | 3:08:19,2 h |
| 2    | Georgios Kolettis        | Griechenland    | unbekannt   |
|      | Bernard Knubel           | Deutsches Reich | DNF         |
|      | Theodor Leupold          | Deutsches Reich | DNF         |
|      | Edward Battel            | Großbritannien  | DNF         |
|      | Aristidis Konstantinidis | Griechenland    | DNF         |
|      | Joseph Welzenbacher      | Deutsches Reich | DNF         |
|      | Adolf Schmal             | Österreich      | DNF         |
|      | Joseph Welzenbacher      | Deutsches Reich | DNF         |
|      | Georgios Aspiotis        | Griechenland    | DNF         |